# Henryk Makowski (1862–1933)
Henryk Makowski (ur. 1862, zm. 13 września 1933) – muzyk, pedagog, profesor gry organowej w Warszawskim Towarzystwie Muzycznym i Konserwatorium Muzycznym w Warszawie, nauczyciel gry organowej w prywatnej szkole kompozytora i pedagoga Ludwika Wawrzynowicza. Autor podręczników do nauki gry na organach. Pochowany na Powązkach.

## Publikacje
- 1911 Szkoła na organy
- Preludya na Organy
- Zasady harmonii[3]